# Lugnet, Rättviks kommun
Lugnet är en by i Rättviks kommun. Byn ligger cirka två kilometer norr om Rättvik, längs Dalhallavägen. Lugnet har omkring tio invånare.